# Cloud Nine (álbum de Kygo)
Cloud Nine es el álbum de estudio debut del disc jockey y productor noruego Kygo, cuenta con colaboraciones de artistas como Conrad Sewell, Parson James, Tom Odell, Foxes, Mates Corby,  RHODES, Will Heard, Julia Michaels, James Vincent McMorrow, Kodaline, Labrinth, John Legend y Angus&Julia Stone. Fue lanzado al mercado musical el 13 de mayo de 2016 por Sony Music y Ultra Records.

## Sencillos
El primer sencillo, "Firestone", que cuenta con la colaboración vocal del cantante australiano Conrad Sewell, fue lanzado el 1 de diciembre de 2014. Fue un éxito internacional, logrando alcanzar pocisiones importantes en  14 países y subiendo hasta el puesto número uno en la lista de singles de Noruega. "Firestone" en popularizó el género dance tropical en 2014.  A finales de 2015, se confirmó que sería el primer sencillo del álbum.
El segundo sencillo, "Stole the Show", que cuenta con Parson James, fue lanzado el 23 de marzo de 2015. Alcanzó el número uno en las listas de Noruega, Francia y Suecia y además logró ingresar al Top 10 en otros 20 países.
"Nothing Left", con Will Heard fue lanzado como el tercer sencillo el 31 de julio de 2015. El sencillo trazó en varias listas internacionales y alcanzó el puesto número uno en la lista de singles de Noruega.
"Stay", con Maty Noyes, fue lanzado como el cuarto sencillo el 4 de diciembre de 2015. La canción alcanzó el número 2 en la lista de singles de Noruega.

### Sencillos promocionales
Después de retardar el lanzamiento de su álbum, Kygo anunció que iba a lanzar tres sencillos promocionales que conducirian al lanzamiento final del álbum. El primer sencillo promocional, "Fragile", fue lanzado el 18 de marzo de 2016. Se trata de una colaboración con Labrinth.
"Raging", quecuenta con Kodaline, fue lanzado como el segundo sencillo promocional el 1 de abril de 2016,  para finalmente ser el quinto sencillo del álbum.
El tercer sencillo promocional, "I'm In Love", con la voz de James Vincent McMorrow, fue lanzado el 22 de abril de 2016.

## Promoción
Cloud Nine fue apoyado por la primera gira mundial de Kygo.  La gira se realizó en 22 ciudades de América del Norte y Europa, incluyendo paradas en Barclays en la Ciudad de Nueva York, Heineken Music Hall en Ámsterdam y Le Zenith en París.

## Recepción de la crítica
Cloud Nine recibió críticas mixtas de los críticos de música. David Smith del Evening Standard le dio al álbum dos de cinco estrellas, que indica que "Cloud Nine" es bastante superficial con un poco de sustancia real.

## Lista de canciones
| Cloud Nine |                                                |                                                                            |          |  |
| N.º        | Título                                         | Escritor(es)                                                               | Duración |  |
| 1.         | «Intro»                                        | Kyrre Gørvell-Dahll                                                        | 2:08     |  |
| 2.         | «Stole the Show» (ft. Parson James)            | Gørvell-Dahll, Kyle Kelso, Michael Harwood, Marli Harwood, Ashton Parson   | 3:42     |  |
| 3.         | «Fiction» (ft. Tom Odell)                      | Gørvell-Dahll, Tom Odell, Björn Yttling                                    | 4:03     |  |
| 4.         | «Raging» (ft. Kodaline)                        | Gørvell-Dahll, Mark Williams, Derek Fuhrmann, James Bay                    | 3:44     |  |
| 5.         | «Firestone» (ft. Conrad Sewell)                | Gørvell-Dahll, Conrad Sewell, Martijn Konignenburg                         | 4:33     |  |
| 6.         | «Happy Birthday» (ft. John Legend)             | Gørvell-Dahll, John Legend                                                 | 4:10     |  |
| 7.         | «I'm in Love» (ft. James Vincent McMorrow)     | Gørvell-Dahll, James Vincent McMorrow                                      | 3:32     |  |
| 8.         | «Oasis» (ft. Foxes)                            | Gørvell-Dahll, Louisa Rose Allen, Kevin Rudolf, Sia Furler, Ivan Corraliza | 3:57     |  |
| 9.         | «Not Alone» (ft. RHODES)                       | Gørvell-Dahll, David Rhodes, Natalie Salter                                | 3:25     |  |
| 10.        | «Serious» (ft. Matt Corby)                     | Gørvell-Dahll, Matt Corby                                                  | 3:54     |  |
| 11.        | «Stay» (ft. Maty Noyes)                        | Gørvell-Dahll, Maty Noyes, William Wiik Larsen                             | 3:59     |  |
| 12.        | «Nothing Left» (ft. Will Heard)                | Gørvell-Dahll, Will Heard                                                  | 3:56     |  |
| 13.        | «Fragile» (con Labrinth)                       | Gørvell-Dahll, Jimmy Messer, Timothy McKenzie                              | 3:50     |  |
| 14.        | «Carry Me» (ft. Julia Michaels)                | Gørvell-Dahll, Julia Michaels, Justin Tranter                              | 3:53     |  |
| 15.        | «For What It's Worth» (ft Angus & Julia Stone) | Gørvell-Dahll, Angus Stone, Angus & Julia Stone, Julia Stone               | 3:03     |  |

## Listas y certificaciones

### Listas
| Lista (2016)                               | Mejor posición |
| ------------------------------------------ | -------------- |
| Australia (ARIA)                           | 13             |
| Austria (Ö3 Austria)                       | 16             |
| Bélgica (Ultratop flamenca)                | 9              |
| Bélgica (Ultratop valona)                  | 22             |
| Brasil Dance/Electronic Albums (Billboard) | 1              |
| Canadá (Billboard Canadian Albums)         | 3              |
| República Checa (ČNS IFPI)                 | 1              |
| Dinamarca (Hitlisten)                      | 9              |
| Países Bajos (Album Top 100)               | 4              |
| Finlandia (Suomen Virallinen Lista)        | 5              |
| Francia (SNEP)                             | 10             |
| Hungría (MAHASZ)                           | 31             |
| Irlanda (IRMA)                             | 7              |
| Italia (FIMI)                              | 13             |
| Japón (Oricon)                             | 32             |
| Japón Hot Albums (Billboard Japan)         | 25             |
| Corea del Sur (Gaon)                       | 23             |
| Nueva Zelanda (Recorded Music NZ)          | 14             |
| Noruega (VG-lista)                         | 1              |
| Polonia (ZPAV)                             | 34             |
| Portugal (AFP)                             | 17             |
| Rusia Albums (2M)                          | 6              |
| España (PROMUSICAE)                        | 22             |
| Suecia (Sverigetopplistan)                 | 2              |
| Suiza (Schweizer Hitparade)                | 1              |
| Taiwán Albums (Five Music)                 | 7              |
| Reino Unido (UK Albums Chart)              | 3              |
| Reino Unido (UK Dance Albums)              | 1              |
| Estados Unidos (Billboard 200)             | 11             |
| Estados Unidos (Dance/Electronic Albums)   | 1              |
| Estados Unidos (Digital Albums)            | 6              |

### Certificaciones
| Territorio | Organismo certificador | Certificación | Ventas certificadas | Simbolización | Ref.   |        |        |        |
| Europa     | Europa                 | Europa        | Europa              | Europa        | Europa | Europa | Europa | Europa |
| ---------- | ---------------------- | ------------- | ------------------- | ------------- | ------ | ------ | ------ | ------ |
| Polonia    | ZPAV                   | Platino       | 20,000              |               | [ 51 ] |        |        |        |
| Suecia     | GLF                    | Platino       | 40,000              |               | [ 52 ] |        |        |        |
| América    |                        |               |                     |               |        |        |        |        |
| México     | AMPROFON               | Platino + Oro | 90,000              | +             | [ 53 ] |        |        |        |

## Historial de lanzamiento
| Regioón | Fecha               | Formato              | Discográfica       |
| ------- | ------------------- | -------------------- | ------------------ |
|         | 13 de mayo de 2016  | CD, Descarga digital | Sony Ultra Records |
| Japón   | 29 de junio de 2016 | CD, Descarga digital | Sony Ultra Records |